# 召公奭
召公奭（しょうこうせき）は、西周の政治家。姓は姫または姞、諱は奭。太公望や周公旦と並ぶ、周建国の功臣の一人である。周初で最も長く活躍し、文王・武王・成王・康王の四代に仕えた。

## 略伝
召の地（現在の陝西省宝鶏市岐山県の南西)を食邑としたことから召公、周召公、召康公または召伯と呼ばれる。武王の殷打倒を補佐し、その功績により燕（現在の河北省北部）に封じられ、都城を薊（現在の北京市房山区）と定めた。燕には長男の克を赴かせ、 自らは鎬京（現在の陝西省西安市）に留まった。
成王の代に三公に列し、太保となった。周公旦と殷の旧域を陝塬（現在の河南省三門峡市陝州区）で二分して、陝東を周公旦の、陝西を召公奭の管理とした。

## 慣用表現
- 甘棠の愛
立派な為政者に対し深い愛情と敬意を捧げること。召公は国内をくまなく歩いて甘棠の下で人々の訴えを聴き、争いごとを裁いた。人々は召公の仁徳と善政を思い、その甘棠を惜しんで木を切らなかったという故事から。

## 登場作品
- 宮城谷昌光『侠骨記』講談社、1991年。ISBN 4062052008。
「甘棠の人」は召公奭を題材にしている。